# 西永街道
西永街道，是中华人民共和国重庆市沙坪坝区下辖的一个乡镇级行政单位。中国（重庆）自由贸易试验区管辖的西永片区（面积22.81平方千米）位于该街道内。

## 行政区划
西永街道下辖以下地区：
永兴社区、棕树湾社区、微电园第一社区、富康新城社区、中柱村、童善桥村、香蕉园村、兴隆沟村和劳动村。